# Hải Ninh, Lâm Đồng
Hải Ninh là một xã thuộc tỉnh Lâm Đồng, Việt Nam ( huyện Bắc Bình, tỉnh Bình Thuận cũ)
Xã Hải Ninh có diện tích 289.99 km², dân số là 19422 người, mật độ dân số đạt 66,97 người/km².